# Pralesnička Lehmannova
Pralesnička Lehmannova (Oophaga lehmanni) je kriticky ohrožený druh pralesničky z rodu Oophaga. Jedná se o endemický druh v Kolumbii, kde žije v malé úzké oblasti na západě kolem moře. Přirozené životní prostředí této pralesničky jsou podhorské tropické deštné pralesy. Pralesnička Lehmannova je ohrožená především kvůli ztrátě životního prostředí a nelegálnímu prodeji, a podle IUCN je kriticky ohroženým druhem. Pralesnička Lehmannova byla pojmenována po kolumbijském biologovi Federicu Carlosu Lehmannovi.

## Popis
Pralesnička Lehmannova má hladkou kůži a aposematické zbarvení, které varuje predátory, že je jedovatá. Existují červené, oranžové a žluté mutace této pralesničky. Pralesnička Lehmannova je černá nebo až temně hnědá a má oranžové pruhy po celém těle. První prst je kratší než ten druhý a samci na nich mají stříbrné špičky. Pralesnička dorůstá do velikosti 31 až 36 mm.
Pralesnička Lehmannova je velmi podobná pralesničce ohnivé (Oophaga histrionicus), se kterou může být křížena, a existuje stále probíhající debata, zda se skutečně jedná o různé druhy nebo ne. Existují rozdíly ve volání samců mezi severními a jižními populacemi.